# 静岡県立沼津視覚特別支援学校
静岡県立沼津視覚特別支援学校（しずおかけんりつ ぬまづしかくとくべつしえんがっこう）は、静岡県沼津市米山町にある県立視覚障害特別支援学校。2008年4月に「静岡県立沼津盲学校」から学校名を変更。

## 所在地
- 静岡県沼津市米山町6-20
沼津駅より徒歩約10分。点字ブロックによる誘導あり。

## 設置学部
- 幼稚部
- 小学部
- 中学部
- 高等部（保健理療科）

## 概要
- 六星ギャラリーという、視覚障害者向け機器や便利グッズの展示室がある[1]。
- 音声図書、点字印刷機器、拡大読書器などのICT機器が設置されている[2]。

## 相談センター
- eyeセンターぬまし
- 超早期教育相談
- 学齢期教育相談
- 成人教育相談